# پوکا ماچای (جونین)
پوکا ماچای (به اسپانیایی: Puka Mach'ay) یک کوه در پرو است که در Peru, Junín Region واقع شده‌است. پوکا ماچای ۴٬۶۰۰ متر بالاتر از سطح دریا واقع شده‌است.